# Stefan Reuter
Stefan Reuter (født 16. oktober 1966 i Dinkelsbühl, Vesttyskland) er en pensioneret tysk fodboldspiller, der spillede som forsvarsspiller hos de tyske storklubber Bayern München og Borussia Dortmund, samt for Juventus F.C. i Italien. Han var desuden en årrække fast mand på Tysklands landshold, som han blev både verdensmester og europamester med.

## Klubkarriere
Reuter startede sin seniorkarriere i 1984 hos 1. FC Nürnberg, som han var med til at føre til oprykning til Bundesligaen i 1985. I 1988 skiftede han til storklubben FC Bayern München, hvor han var med til at blive tysk mester i både 1989 og 1990.
Reuter forlod München i 1991, og prøvede en enkelt sæson lykken hos Juventus F.C. i den italienske Serie A. I 1992 vendte han dog hjem til Tyskland, hvor han skrev kontrakt med Borussia Dortmund. Her spillede han de følgende 13 sæsoner, og opnåede dermed status som en legende i Ruhr-klubben. Han var med til at vinde hele tre tyske mesterskaber med holdet, samt ikke mindst Champions League og Intercontinental Cup i 1997.

## Landshold
Reuter nåede over en periode på tolv år at spille 69 kampe for Tysklands landshold. Han debuterede for holdet i 1987 og var efterfølgende med til at blive verdensmester ved VM i 1990 i Italien og europamester ved EM i 1996 i England. Han var desuden med i den tyske trup til EM i 1992 i Sverige og VM i 1998 i Frankrig.

## Trænerkarriere
Efter sit karrierestop har Reuter været sportsdirektør hos først Borussia Dortmund og siden 2. Bundesliga-klubben 1860 München.

## Titler
Bundesligaen
- 1989 og 1990 med Bayern München
- 1995, 1996 og 2002 med Borussia Dortmund

Champions League
- 1997 med Borussia Dortmund

Intercontinental Cup
- 1997 med Borussia Dortmund

VM
- 1990 med Tyskland

EM
- 1996 med Tyskland